# Marko Martinić
Marko Martinić (Zagreb, 18.lipnja 1990.), hrvatski vaterpolist.

## Rane godine
Odrastao je u zagrebačkom kvartu Srednjacima. Počeo je trenirati plivanje s 5 godina na obližnjem bazenu na Mladosti, a s 10 počinje trenirati vaterpolo. Trenirao je i nogomet, ali je uvijek bio najviše posvećen vaterpolu. Vrlo mlad je počeo nastupati za reprezentaciju te postao kapetan hrvatske juniorske reprezentacije.

## Vaterpolo karijera
Vaterpolo je počeo trenirati u najtrofejnijem vaterpolskom klubu na svijetu, zagrebačkoj Mladosti. Već sa 17 godina je postao igrač seniorske momčadi Mladosti. U sezoni 2010./2011. odlazi na posudbu u VK Medveščak te sezonu završava kao 4. najbolji strijelac Jadranske lige. U sezoni 2011/2012 kao najbolji igrač Medveščaka doprinosi povijesnom uspjehu kluba - plasman u četvrtfinale Eurokupa. Tijekom karijere je nastupao i za ZPK, VK Sisciju te VK Korčula (posredstvom Boška Lozice.